# Bruno Friesenbichler

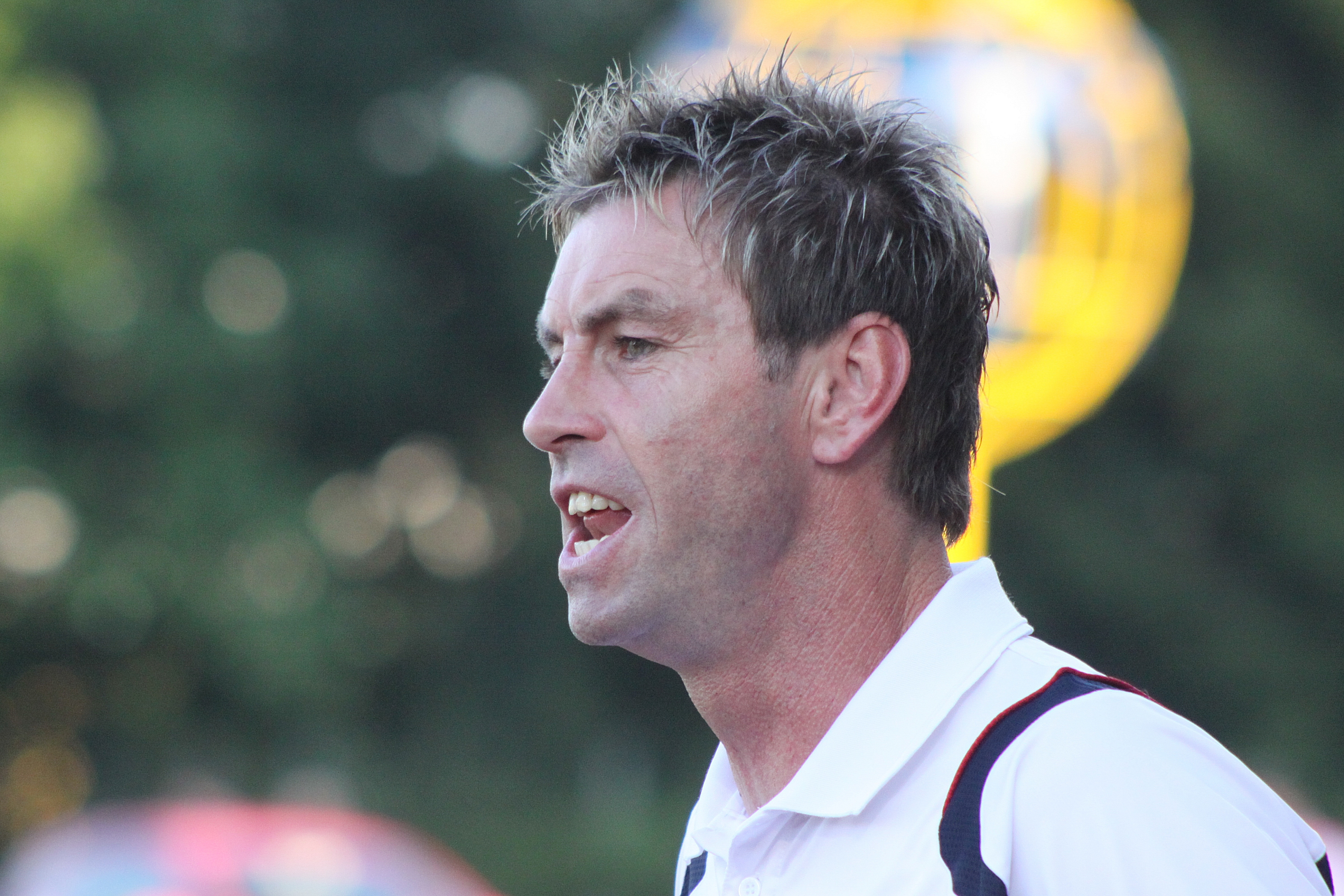
Bruno Friesenbichler lebt die Aufgabe als Trainer immer wieder emotionell aus (2009)

Bruno Friesenbichler (* 30. März 1968 in Weiz) ist ein ehemaliger Fußballspieler und nunmehriger -trainer.

## Karriere

### Als Fußballspieler
Nachdem er bereits in jungen Jahren seine Karriere beim FC Großklein begonnen hatte, brachte er es später auch zu unzähligen Einsätzen für deren Kampfmannschaft. Im Sommer 1991 unterschrieb Friesenbichler seinen ersten Profivertrag beim damaligen Bundesligisten First Vienna FC. Dort bestritt er sein erstes Spiel am 14. Juli 1991 unter Trainer Peter Leitl beim 2:2 im Spiel beim Kremser SC. Nach einer Saison verließ er die Wiener und wechselte in die Regionalliga Mitte zum SVL Flavia Solva. Im Sommer 1993 wurde er vom SK Sturm Graz verpflichtet. Dort erzielte er seinen ersten Treffer in der Bundesliga am 14. August 1993 bei der 2:4-Niederlage beim FC Wacker Innsbruck zum zwischenzeitlichen Ausgleich.
Nach zwei Jahren wechselte Friesenbichler im Sommer 1996 zum Stadtrivalen Grazer AK, bei dem er jedoch nicht zum Einsatz kam. Daraufhin wechselte er im Jänner 1997 erneut zum First Vienna FC. Die Wiener verließ er im Sommer 1997 wieder und unterschrieb einen Vertrag bei Schwarz-Weiß Bregenz. Bei den Vorarlbergern hatte er seine erfolgreichste Zeit, in der er in drei Jahren 56 Spiele (15 Tore) absolvierte.
Im Sommer 2000 wechselte Friesenbichler zum FC Kärnten, bei dem er eine Saison blieb. Im Juli 2001 kehrte er nach Vorarlberg zurück und unterschrieb einen Vertrag beim FC Lustenau 07. Nach einem halben Jahr unterschrieb er einen Vertrag in der Steiermark beim DSV Leoben und verließ den Verein, nachdem er nur selten zum Einsatz gekommen war, im Juli 2003 zur SV Ried. Dort wurde er bis zur Winterpause in 15 Meisterschaftspartien eingesetzt, erzielte dabei vier Tore und wechselte in der Winterpause 2003/04 in die steirische Landesliga zum SC Weiz, bei dem er auch das Traineramt übernahm und fortan als Spielertrainer in Erscheinung trat. Nebenbei kam er auch immer wieder zu Einsätzen in der zweiten Mannschaft der Weizer in der Unterliga Ost. Erst in der Winterpause 2005/06 verließ er den Verein sowohl als Spieler, als auch als Trainer und beendete damit auch seine Karriere als Aktiver.

### Als Fußballtrainer
Im Mai 2002 erlangte Friesenbichler die ÖFB-D-Trainerlizenz und besuchrte in weiterer Folge einen Trainerlehrgang des Landesverbandes, den er im Sommer 2004 abschloss. Seit Mai 2006 befindet er sich im Besitz der UEFA-B-Lizenz, im Juli 2007 folgte die UEFA-A-Lizenz und im Oktober 2012 erreicht er mit der UEFA-Pro-Lizenz die höchstmögliche Trainerlizenz, die im europäischen Fußball vergeben wird. Im Laufe der Jahr nahm er auch regelmäßig an Trainerfortbildungen teil.
Durch seinen Wechsel zur SV Ried im Sommer 2003 ergab sich eine neue Chance für seine Karriere. Bei den Oberösterreichern kam er nicht nur als Spieler zum Einsatz, sondern fungierte auch als Co-Trainer von Petar Šegrt. Am 31. Oktober 2003 bestritt Friesenbichler bei der 0:1-Niederlage beim FC Wacker Innsbruck sein letztes Spiel als Fußballprofi. Nachdem sich die SV Ried von Petar Šegrt trennte, wechselte Friesenbichler im Jänner 2004 zum SC Weiz in die steirische Landesliga. Dies vor allem auch, weil er damit seinen eingeschlagenen Weg als Fußballtrainer nunmehr als Spielertrainer fortsetzen konnte. Dort blieb er eineinhalb Jahre und war dabei einige Monate auch als sportlicher Leiter tätig.
Nach einer schöpferischen Pause wurde er im Sommer 2007 vom TSV Hartberg verpflichtet. Die Hartberger waren damals als Vorletzter aus der Ersten Liga abgestiegen. In der ersten Saison der Regionalliga Mitte erreichte die Mannschaft den siebten Platz. In der Saison 2008/09 lieferte sich Hartberg ein Kopf-an-Kopf-Rennen mit dem Grazer AK, das erst in der letzten Runde entschieden wurde. Im letzten Spiel überholte der TSV Hartberg durch einen 6:0-Sieg gegen SAK Klagenfurt die Grazer bei Punktegleichheit dank der um einen Treffer besseren Tordifferenz, wobei der entscheidende Treffer durch Robert Gamperl erst eine Minute vor Spielschluss erzielt wurde. Damit sicherte sich der TSV Hartberg den Meistertitel und den damit verbundenen Wiederaufstieg in die Erste Liga. In den folgenden beiden Saisonen wurde mit dem neunten (Saison 2009/10) bzw. achten (Saison 2010/11) Platz die Liga gehalten.
Nachdem sich der Verein und Friesenbichler im Sommer 2011 nicht über eine Vertragsverlängerung hatten einigen können, wechselte Friesenbichler zum SK Austria Klagenfurt in die Regionalliga Mitte. Dort dauerte sein Engagement nur bis zum 21. März 2013, denn Friesenbichler warf, nachdem im Winter mehrere Schlüsselspieler abgegeben worden waren, aufgrund vereinsinterner Differenzen das Handtuch.
Im Sommer 2013 kehrte Friesenbichler gemeinsam mit seinem vormaligen Co-Trainer Christian Ilzer als Nachfolger von Paul Gludovatz zum TSV Hartberg zurück. Ebenfalls stieß sein Bruder Günter Friesenbichler, der bereits in der Saison 2010/11 in Hartberg gespielt hatte, zur Mannschaft. Mit Ende der Saison 2014/15 wurde sein Vertrag in Hartberg nicht verlängert.
Am 3. Mai 2016 wurde Friesenbichler vom SC Weiz verpflichtet, wo er die Nachfolge von Gregor Pötscher antrat. Es gelang ihm, den Verein vor dem drohenden Abstieg aus der Regionalliga Mitte zu retten. Nach zwei Jahren im Amt verließ er diesen Ende April 2018 und wurde durch Matthias Hopfer, der nebenbei noch als Spieler der Weizer fungierte, ersetzt. Noch im selben Jahr übernahm er eine Stelle als Scout des Bundesligisten SK Sturm Graz, bei dem er in den 1990er Jahren selbst als Spieler unter Vertrag gestanden hatte. Parallel dazu nahm er zum Jahresende 2020 die Trainerstelle beim UFC Markt Allhau, einem Abstiegskandidaten in der viertklassigen Burgenlandliga, an und trainierte diesen bis Jahresende 2021. Das Traineramt bei den Burgenländern übernahm daraufhin Ervin Bevab als Spielertrainer zusammen mit Co-Trainer Hermann Wagner. Im August 2022 wurde Friesenbichler neuer Trainer seines Heimatvereins, des in der fünftklassigen Oberliga Mitte-West vertretenen FC Großklein. Nach dem Saisonende 2022/23 verließ er den Verein, bei dem er in dieser Zeit auch als Teambetreuer fungierte, wieder. Im Dezember 2024 wurde er als neuer Trainer des SV Anger mit Spielbetrieb in der Oberliga Südost vorgestellt.

## Erfolge

### Als Trainer
mit dem TSV Hartberg
- Meister der Regionalliga Mitte und Aufstieg in die Erste Liga: Österreichische Fußballmeisterschaft 2008/09

## Persönliches
Bruno Friesenbichler ist der Vater von Kevin Friesenbichler und Robin Friesenbichler.